# Echekrates z Tarentu
Echekrates (Ἐχεκράτης) z Tarentu – jeden z trzech (obok Echekratesa z Fliuntu i Echekratesa z Lokroi) pitagorejczyków o tym imieniu wymienionych przez Jamblicha w De vita pythagorica. Jest prawdopodobne, że jest on tym samym Echekratesem, którego wymienia Platon w Liście IX.